# أليكس كاب هورنر
أليكس كاب هورنر (بالإنجليزية: Alex Kapp Horner) هي ممثلة أمريكية، ولدت في 5 ديسمبر 1969 في نيويورك في الولايات المتحدة.

## وصلات خارجية
- أليكس كاب هورنر على موقع IMDb (الإنجليزية)
- أليكس كاب هورنر على موقع ألو سيني (الفرنسية)
- أليكس كاب هورنر على موقع قاعدة بيانات الفيلم (الإنجليزية)
- أليكس كاب هورنر على موقع كينوبويسك (الروسية)